# Vlachova Lhota
Vlachova Lhota (en allemand : Lhota Wlachowa, précédemment : Wlachowalhotta) est une commune du district et de la région de Zlín, en Tchéquie. Sa population s'élevait à 227 habitants en 2020.

## Géographie
Vlachova Lhota se trouve à 5 km à l'ouest-nord-ouest de Valašské Klobouky, à 23 km à l'est-sud-est de Zlín, à 99 km à l'est de Brno et à 274 km à l'est-sud-est de Prague.
La commune est limitée par Drnovice au nord, par Valašské Klobouky à l'est, par Křekov au sud, par Vlachovice au sud-ouest et à l'ouest, et par Vysoké Pole.

## Histoire
La première mention écrite du village date de 1412.

## Transports
Par la route, Vlachova Lhota se trouve à 5 km de Valašské Klobouky, à 30 km de Zlín, à 122 km de Brno et à 332 km de Prague.